# L'Affaire Dumont
Pour les articles homonymes, voir Dumont.
Pour plus de détails, voir Fiche technique et Distribution.
L'Affaire Dumont est un film québécois réalisé par Daniel Grou (PodZ), sorti en 2012 au Québec. L'histoire est fondée sur des faits réels.

## Synopsis
Michel Dumont est condamné pour une agression sexuelle qu'il n'a pas commise. Solange Tremblay, sa nouvelle conjointe est convaincue de son innocence et s'attaque au système judiciaire afin de le faire acquitter.

## Fiche technique
Sources : IMDb et Films du Québec
- Titre original : L'Affaire Dumont
- Réalisation : PodZ (Daniel Grou)
- Scénario : Danielle Dansereau
- Musique : Man An Ocean
- Conception artistique : André Guimond
- Costumes : Monic Ferland
- Maquillage : Marlène Rouleau
- Coiffure : André Duval (en)
- Photographie : Bernard Couture (en)
- Son : Michel Lecoufle, Pierre-Jules Audet, Luc Boudrias (en)
- Montage : Valérie Héroux
- Production : Nicole Robert
- Société de production : Go Films
- Sociétés de distribution : Les Films Séville, Alliance Vivafilm
- Budget : 5 millions $ CA
- Pays de production :  Canada
- Tournage : du 11 octobre au 24 novembre 2011
- Langue originale : français
- Format : couleur — 1,85:1
- Genre : drame psychologique
- Durée : 121 minutes
- Dates de sortie :
  - Canada : 
    - 11 septembre 2012 (première au cinéma Impérial à Montréal en présence de Michel Dumont et Solange Tremblay)[2]
    - 12 septembre 2012 (en ouverture du Festival de cinéma de la ville de Québec)
    - 14 septembre 2012 (sortie en salle au Québec)
    - 15 janvier 2013 (DVD)

  - France : 8 novembre 2012 (Semaine du cinéma du Québec à Paris)
  - Belgique : 27 avril 2013 (en compétition officielle au 7e Festival international du film policier de Liège)[3]
- Classification :
  - Québec : 13 ans et plus[4]

## Distribution
- Marc-André Grondin : Michel Dumont
- Marilyn Castonguay : Solange Tremblay
- Sarianne Cormier : Céline Boisvert, l'ex-femme de Michel
- Kathleen Fortin : Danielle Lechasseur, la plaignante
- Martin Dubreuil : Me Paul Gélinas
- Geneviève Brouillette : Me Nathalie Duperron-Roy
- Claude Legault : Jacques Landry, polygraphe
- Francis Lahaye : Guy Dumont, frère de Michel
- Francine Ruel : Louiselle Bérubé, mère de Michel
- Réjean Lefrançois : détenu Hanks
- Hugo Giroux : enquêteur Louis
- Pierre Rivard : enquêteur Robert
- Guy Thauvette : juge Michel Proulx
- Lise Roy : la juge Céline Pelletier qui a condamné Michel Dumont
- Roger La Rue : juge Cuddihy
- Patrick Hivon : Paquin
- Carla Turcotte : Mélanie
- Éric K. Boulianne (en) : St-Arnault
- Raphaël Lacaille (en) : Dominique
- Ariane Legault : Cynthia Dumont (10-13 ans), fille de Michel
- Michel Albert : Me Jean-François Longtin
- François Trudel : avocat de la Couronne
- Frédéric Savard : Harold, policier municipal
- Emmanuel Schwartz : détenu Pee-Wee
- André Lacoste : Cyril Dumont, père de Michel
- Cynthia Wu-Maheux : journaliste acquittement
- Louise April : Gladys, mère de Solange

## Distinctions

### Nominations
- Prix Jutra 2013 : 8 nominations
- Prix Écrans canadiens 2013 : 7 nominations
- Nommé Prix Aurore 2012 de la pire coiffure (Marc-André Grondin)